# Крум Сребърников
Крум Петров Сребърников е български строителен инженер.

## Биография
Роден е на 11 юни 1891 г. в Панагюрище. През 1910 г. завършва Мъжката гимназия „Иван Аксаков" в Пазарджик. От 1911 г. следва строително инженерство в Мюнхен, Германия. Участник в Балканските войни, а след това и в Първата световна война. Продължава образованието си във Висшето техническо училище в Дрезден, Германия, където през 1922 г. се дипломира със специалност „Железобетонни конструкции". В периода 1922 – 1925 г. работи като участъков инженер при Татарпазарджишкия технически участък, след това на частна практика. Участва в строителството на фабрики, административни и жилищни сгради, мостове, напоителни канали, нивелации на оризищата и друг в Пазарджик и околията. Проектира и ръководи строителството по водоснабдяването на Радилово, Куклен, Акчар, Синаговци и Видбол, здравен дом в Калугерово, конопочукачни фабрики в Мало Конаре и Провадия, леночукачна фабрика в Шабла. В периода 1935 – 1940 г. изработва 44 архитектурни и 12 железобетонни проекта. През 1938 г. издава първия план пътеводител на Пазарджик с информация за учреждения, банки, хотели, ресторанти, църкви, книжарници, лекари, инженери и други. Собственик на два български патента – за изобретенията „Пневматичен кладенец" (1940) и „Машина гъсеничен трактор за изграждане прегради от пръст при оризосеячеството" (1941). В края на Втората световна война е мобилизиран и проектира пътища и мостове за българската войска в Беломорието. След деветосептемврийския преврат е на държавна работа към ЦКС – София. Работи по проекти за изграждане на конопочукачни фабрики и топила по река Дунав и Черноморието. Член е на Инженерно-архитектурната камара. Умира на 8 септември 1954 г. в Пазарджик.